# Rostyslav Lazarenko
Rostyslav Pavlovyč Lazarenko (in ucraino Ростислав Павлович Лазаренко?; nome di battaglia "Грім", "Tuono"; Uman', 18 giugno 1994) è un aviatore e militare ucraino, pluridecorato pilota di Su-25, tenente colonnello dell'Aeronautica militare delle Forze armate ucraine, partecipante al conflitto russo-ucraino nonché detentore del primato tra i piloti ucraini per numero di sortite di combattimento effettuate durante l'invasione russa su vasta scala.
Rostyslav Lazarenko ha al suo attivo 438 voli di questo tipo e, nel giugno 2023, ha battuto il primato del famoso pilota sovietico della seconda guerra mondiale Ivan Kožedub, avendo portato a termine 336 missioni.

## Biografia
Nel 2016 Lazarenko si è laureato presso l'Università Nazionale dell'Aeronautica Militare "Ivan Kožedub" di Charkiv, ed è entrato a far parte della brigata dell'aviazione tattica dell'Aeronautica militare ucraina come tenente. Fu il primo del suo corso presso l'università militare, e durante l'addestramento padroneggiò il combattimento aereo.
Durante il conflitto russo-ucraino ha comandato una squadriglia della 299ª Brigata aerotattica dell'Aeronautica militare ucraina. Il maggiore Rostyslav Lazarenko ha affrontato l'invasione russa su vasta scala dell'Ucraina nella città di Melitopol', essendo a capo di un gruppo operativo nella notte tra il 23 e il 24 febbraio 2022. Il primo giorno ha distrutto una colonna di veicoli blindati degli occupanti nei pressi del villaggio di Čaplinka.
Al 6 dicembre 2023 ha effettuato 438 sortite, in particolare volando 58 volte dal 18 maggio al 1º luglio 2022.

## Promozioni
- Maggiore[8]
- Tenente colonnello (2022)[9]
- Colonnello (2024)